# وسام ليوبولد (بلجيكا)

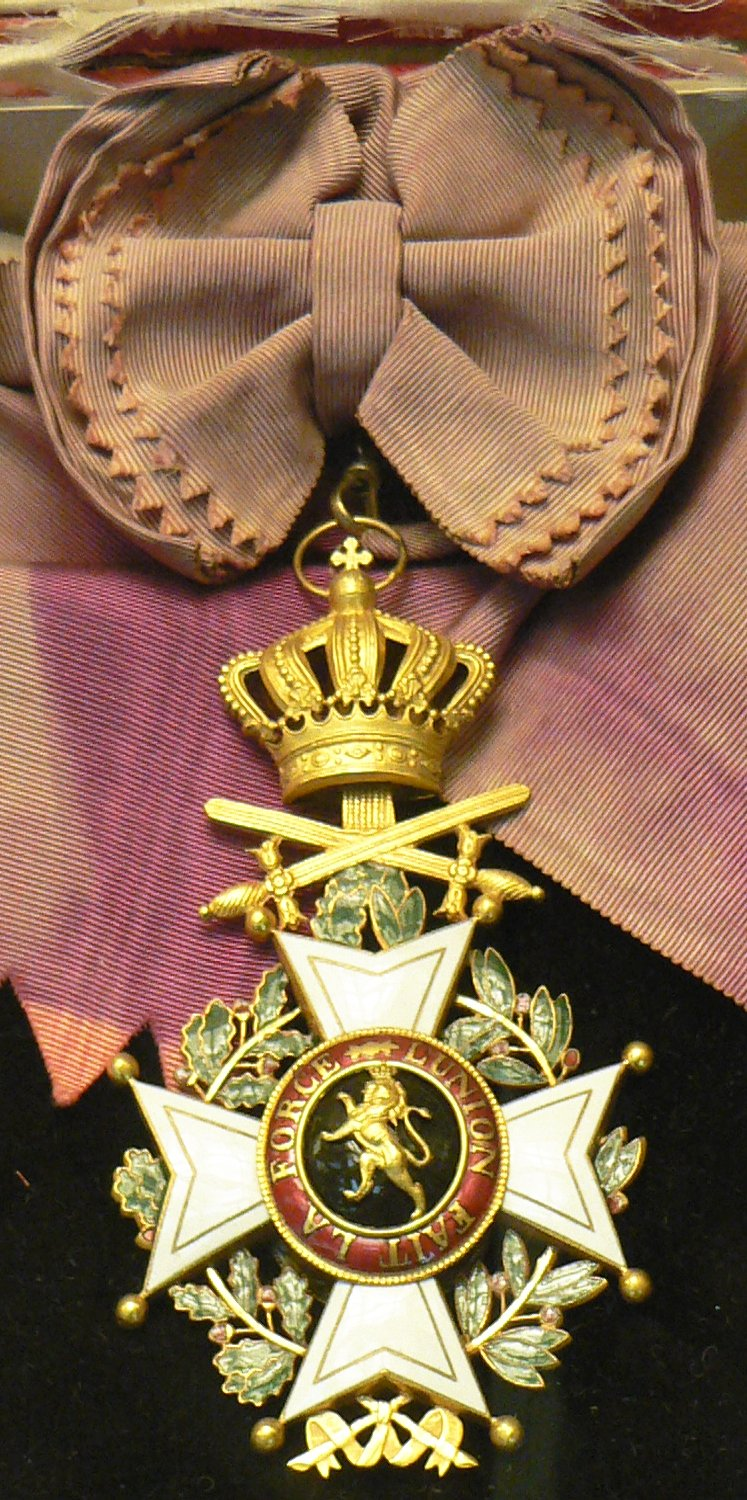
وسام ليوبولد الذي مُنح لشيانج كاي شيك، وهو معروض في متحفه التذكاري في تايبيه

وسام ليوبولد (بالهولندية: Leopoldsorde، وبالفرنسية: Ordre de Léopold) هو واحد من ثلاثة أوسمة فروسية شرفية ما زالت تُمنح حتى اليوم في بلجيكا، وهو أعلى وسام بلجيكي على الإطلاق. تأسس في 11 يوليو 1832، وسُمي بهذا الاسم تكريمًا للملك ليوبولد الأول. يُمنح ـ بموجب مرسوم ملكي ـ تقديرًا للشجاعة الفائقة في القتال، أو للخدمات الجليلة التي تعود بنفع كبير على الأمة البلجيكية، ويتكون من ثلاثة أقسام: قسم عسكري (يُمنح للعسكريين)، وقسم بحري (يُمنح للعاملين بالبحرية التجارية)، وقسم مدني.
يمنح ملك بلجيكا الوسام عادة في أحد تاريخين: 8 أبريل (ذكرى ميلاد الملك ألبرت الأول) و15 نوفمبر (يوم العائلة المالكة البلجيكية)، ولا يُمنح الوسام (باستثناء القسم العسكري منه) لمن هم دون الثانية والأربعين من العمر.

## من أشهر الحاصلين على الوسام
- اللواء إسماعيل باشا أبو جبل (1863)
- أوجين سكريب
- بورفيريو دياث
- جوزيف بروز تيتو (1970)
- روبرت إدوارد غروس (1959)
- شيانج كاي شيك
- البابا ليون الثالث عشر (حصل عليه سنة 1846، وكان آنذاك قاصدًا رسوليًا في بلجيكا)
- محمد الناصر
- مُنح الوسام أثناء الحرب العالمية الثانية للعديد من العسكريين الأجانب الذين أسهموا في تحرير بلجيكا من احتلال ألمانيا النازية، من أبرزهم:
  - الجنرال جورج باتون
  - الفيلد مارشال برنارد مونتغمري
  - دوايت أيزنهاور (30 يوليو 1945)[1]